# Mia Mottley
Mia Amor Mottley, QC, MP (sinh ngày 1 tháng 10 năm 1965) là một chính trị gia và luật sư người Barbados, hiện là Thủ tướng của Barbados và lãnh đạo Đảng Lao động Barbados. Mottley là Thủ tướng thứ 8 của Barbados và là người phụ nữ đầu tiên giữ vị trí này.
Mottley là nghị sĩ đại diện cho khu vực bầu cử Saint Michael North East từ năm 1994. Từ năm 1994 đến 2008, bà nắm một loạt các vị trí bộ trưởng, trong đó có chức vụ Tổng chưởng lý của Barbados-người đầu tiên đảm nhiệm vị trí này. Cô cũng là một thành viên của Đối thoại Liên Mỹ.
Mottley đã hai lần trở thành Thủ lĩnh của phe đối lập trong Hạ viện Barbados, lần đầu tiên từ 2008 đến 2010 và sau đó từ 2013 đến 2018. Năm 2018, BLP do Mottley dẫn đầu đã giành chiến thắng lịch sử trong cuộc tổng tuyển cử vào ngày 24 tháng 5, giành được toàn bộ 30 ghế trong Hạ viện, khiến họ trở thành đảng đầu tiên đạt được kỳ tích này, đồng thời giành được 72,8% số phiếu phổ biến là tỷ lệ cao nhất từng đạt được của một đảng trong cuộc tổng tuyển cử.

## Đầu đời và sự nghiệp
Mottley là cháu gái của Ernest Deighton Mottley (1907-1973), một người môi giới bất động sản và một chính trị gia địa phương thành công. Ông là Thị trưởng đầu tiên của Bridgetown (1959), đại diện cho Bridgetown trong Hạ viện từ năm 1946, người thuộc đảng bảo thủ và thường xuyên giúp đỡ người nghèo. Ông đã được trao quyền Huân chương danh dự Dân sự cho những đóng góp cho Barbados vào tháng 6 năm 1962 và hỗ trợ Wynter Algernon Crawford (1910-1993), Bộ trưởng Thương mại của Barbados, tại Hội nghị Độc lập ở London trong tháng 6 và tháng 7 năm 1966.
Chú của Mottley, cũng tên là Ernest Deighton Mottley, trở thành lãnh đạo chính trị của Đảng Dân chủ Xã hội Kitô giáo (CSD) tồn tại trong thời gian ngắn được thành lập vào tháng 3 năm 1975.
Cha của Mia, Elliott Deighton Mottley, cũng là một luật sư từng giữ ghế trong hạ viện, mặc dù trong một thời gian tương đối ngắn trước khi rời ghế để trở thành tổng lãnh sự ở New York. Ông từng làm tổng chưởng lý của Bermuda và thẩm phán Tòa phúc thẩm của Belize. Ông kết hôn với mẹ của Mia, Santa Amor Tappin vào tháng 12 năm 1964, và đại diện cho Bridgetown năm 1969.
Mia Mottley được đào tạo tại Trường dự bị Merrivale, Trường Quốc tế Liên Hợp Quốc và Đại học Queen's.
Đến năm 1986, Mottley hoàn tất khóa đào tạo và nhận bằng luật sư từ Trường Kinh tế Luân Đôn.

## Sự nghiệp chính trị
Mottley lần đầu tiên tham gia chính trường Barbadian vào năm 1991, khi bà thua cuộc đua bầu cử ở St. Michael North East trước Leroy Brathwaite (ít hơn dưới 200 phiếu). Từ năm 1991 đến năm 1994, cô là một trong hai Thượng nghị sĩ phe đối lập tại Thượng viện Barbados, nơi bà là đảm nhiệm vị trí đối lập Bộ trưởng Bộ Văn hóa và Phát triển Cộng đồng. Trong thời gian đó, cô cũng phục vụ trong nhiều Ủy ban hỗn hợp nghị viện về các lĩnh vực khác nhau, từ trộm cắp nông sản tới bạo lực gia đình.
Sau chiến thắng của BLP trong cuộc tổng tuyển cử năm 1994, Mottley được bổ nhiệm làm Bộ trưởng Bộ Giáo dục, Thanh niên và Văn hóa vào tháng 9 năm 1994, dưới thời Thủ tướng Owen Arthur; ở tuổi 29, bàtrở thành một trong những người Barbados trẻ nhất giữ ghế bộ trưởng.
Bà được bầu làm Tổng thư ký của Đảng Lao động Barbados năm 1996. Cũng trong năm đó và một lần nữa vào năm 1997, bà là Chủ tịch Ủy ban Thường vụ Bộ trưởng Bộ Giáo dục Caricom.
Mottley được bổ nhiệm làm Tổng chưởng lý và Bộ trưởng Bộ Nội vụ vào tháng 8 năm 2001 và là người phụ nữ đầu tiên (ở Barbados) giữ vị trí này. Ngoài việc là một thành viên của Hội đồng Cơ mật của Barbados, bà còn là Lãnh tụ nghị viện và thành viên của Hội đồng An ninh Quốc gia và Hội đồng Quốc phòng Barbados.
Hai năm sau, Mottley giữ chức vụ Phó nữ Thủ tướng thứ hai của Barbados, Chủ tịch Hội đồng Xã hội của Barbados và Phó Chủ tịch Hội đồng Kinh tế của Barbados, một vị trí mà bà giữ cho đến năm 2008, cho phép bà đảm đương nhiều mảng chính quyền, đáng chú ý là phụ trách tiểu ủy ban Cải cách Viễn thông và giám sát sự chuẩn bị của Barbados cho sự ra đời của Thị trường và Kinh tế Caribbean.
Trong một cuộc cải tổ của chính phủ vào tháng 2 năm 2006, Mottley được bổ nhiệm làm Bộ trưởng Bộ Kinh tế và Phát triển, một chức vụ mà bà cũng giữ cho đến năm 2008.
Sau thất bại của BLP trong cuộc bầu cử được tổ chức vào ngày 15 tháng 1 năm 2008 và việc Owen Arthur từ chức lãnh đạo đảng, Mia Mottley đã được chọn và bầu làm lãnh đạo đảng BLP trong cuộc bầu cử lãnh đạo vào ngày 19 tháng 1 năm 2008. Bà là người phụ nữ đầu tiên lãnh đạo đảng Lao động, đồng thời là Lãnh đạo phe đối lập nữ đầu tiên của đất nước. Mottley đã tuyên thệ nhậm chức Thủ lĩnh phe đối lập vào ngày 7 tháng 2 năm 2008. Bà hứa với mọi người rằng Đảng Lao động Barbados sẽ là một phe đối lập mạnh mẽ và thống nhất sẽ đấu tranh cho quyền của tất cả công dân trong nước.
Vào ngày 18 tháng 10 năm 2010, việc bổ nhiệm Mottley làm Lãnh đạo phe đối lập đã bị hủy bỏ sau cuộc bỏ phiếu bất tín nhiệm của năm nghị sĩ trong đảng. Các nghị sĩ ủng hộ của họ cựu Thủ tướng Owen Arthur, người giành lại vị trí lãnh đạo sau một cuộc bầu cử lãnh đạo tổ chức cùng ngày.
Trong cuộc tổng tuyển cử tháng 2 năm 2013, BLP thua cuộc sít sao, giành được 14 ghế so với 16 cho Đảng Lao động Dân chủ (DLP). Vài ngày sau cuộc bầu cử, vào ngày 26 tháng 2 năm 2013, nhóm nghị sĩ BLP đã bầu Mottley làm Thủ lĩnh phe đối lập, thay thế Arthur.

## Thủ tướng
Với tổng số 135 ứng cử viên  trong cuộc tổng tuyển cử năm 2018, BLP đã ghi nhận chiến thắng lịch sử, giành được tất cả 30 ghế trong quốc hội và hơn 70% phiếu bầu phổ biến, biến Mottley trở thành người phụ nữ đầu tiên được bầu vào chức thủ tướng ở Barbados, tuyên thệ vào ngày 25 tháng Năm. Mottley nhận được lời chúc mừng quốc tế từ nhiều đại diện chính trị khác nhau trên toàn cầu.
Vào tháng 5 năm 2018, chính phủ Motley công bố rằng nội các tiền nhiệm đã để lại một khoản nợ lớn. Việc tiết lộ thông tin về mức nợ hiện tại đã dẫn đến sự gia tăng tỷ lệ nợ trên GDP từ 137% lên 175%, cao thứ tư trên thế giới sau Nhật Bản, Hy Lạp và Sudan. Mottley tuyên bố rằng chính phủ mới không có lựa chọn nào khác ngoài việc yêu cầu IMF tạo điều kiện tái cơ cấu nợ.   
Vào ngày 5 tháng 6 năm 2018, Barbados đã không hoàn thành nghĩa vụ trả trái phiều lần thứ 26 cho Eurobonds đáo hạn vào năm 2035. Đây là lần đầu tiên trong lịch sử, một chính phủ ngồi không thực hiện nghĩa vụ của mình.